# Le Cri du Moloch
Le Cri du Moloch est la vingtième aventure et le vingt-septième album de la série de bande dessinée Blake et Mortimer, scénarisé par Jean Dufaux, dessiné par Christian Cailleaux et Étienne Schréder, d'après les personnages créés par Edgar P. Jacobs, et publié en album le 20 novembre 2020 par les Éditions Blake et Mortimer.
Il s'agit de la suite de l'album L'Onde Septimus publié en 2013.

## Résumé
L'intrigue commence peu de temps après la fin des événements de L'Onde Septimus. Après la destruction du vaisseau extra-terrestre Orpheus I, dont il avait la charge le professeur Scaramian s'occupe en toute discrétion de l'étude d'un autre vaisseau, l'Orpheus VII dont l'occupant a été extrait. Le capitaine Blake continuant à enquêter sur l'Orpheus I, Scaramian demande son limogeage, mais l'intervention de la reine elle-même garde Blake dans ses fonctions. Olrik est interné dans un hôpital psychiatrique depuis son sacrifice pour sauver Londres de la menace extra-terrestre Orpheus I. À l'occasion de l'une des visites qu'il rend à son vieil ennemi, le professeur Mortimer veut utiliser la formule du cheik Abdel Razek afin de tenter de lui faire recouvrer la raison. A l'écoute de la formule, Olrik change de comportement et sort de son aphasie. De son côté Blake interroge Lilly Sing qui était l'hôte d'Olrik alors qu'il était le cobaye de lady Rowana et Evangely. Alors qu'il déménage son ancien laboratoire, Mortimer fait la rencontre de Scaramian qui lui explique qu'il existe un autre Orpheus. Scaramian à besoin de Mortimer pour communiquer à l'aide du télécéphaloscope avec le pilote, un alien humanoïde que les scientifiques qui le retiennent dans un ancien cargo transformé en laboratoire secret, ont baptisé Moloch. Cédant au défi, Mortimer s'installe à bord du navire et la nuit venue inspecte la cage en verre de Moloch qui se décore de hiéroglyphes d'un langage inconnu. 
Quelques jours plus tard, Blake en visite à l'hôpital dans lequel se trouve Olrik, découvre des hiéroglyphes semblables à ceux du Moloch mais écrits de la main d'Olrik. Il se produit ensuite un événement majeur, le Moloch détruit sa cage et disparaît en laissant les parois de la cale du navire recouvertes de signes. Malgré le contrôle du navire, les recherches sont vaines, Mortimer soupçonne que le Moloch a changé de forme pour s'échapper. En effet l'alien a pris le contrôle de Deskitt, le secrétaire adjoint du premier ministre. 
Blake, par l'intermédiaire de la vente aux enchères du disque du Pr Septimus, retrouve Evangely et lady Rowana chez le père de celle-ci, Alfred Spark, ancien de la British Union of Fascists passant pour mort. Il dévoile à Blake le commanditaire qui dirigeait Olrik, Deskitt. Celui-ci donne rendez-vous à Scaramian dans un pub désert devenant recouvert de hiéroglyphes. C'est un piège car le Moloch a besoin d'un nouveau corps afin d'envoyer des instructions à son vaisseau-mère pour envahir la Terre. Deux habitués du pub découvrent le corps inanimé de Deskitt pendant que le Moloch contrôlant Scaramian s'éclipse.
Au Centaur club, le premier ministre Churchill interroge Blake et Mortimer sur la mort de Deskitt, Scaramian intervient en déclarant que le Moloch est mort avec lui. En sortant dehors on découvre un rayon provenant de la maison de Septimus recouverte de hiéroglyphes. Peu à peu, des dizaines d'habitations envoient des rayons à partir des signes tracés par le Moloch. L'observatoire de Greenwich détecte le vaisseau-mère qui a commencé son voyage vers la Terre déclenché par les rayons.
À l’hôpital psychiatrique, Mortimer retrouve Olrik, à peu près sain d'esprit. Confirmant une attaque extra-terrestre, Olrik fait alliance avec le professeur et tous deux rejoignent l'ancien laboratoire du professeur Evangely. On apprend qu'Olrik a dérobé la dernière formule du Moloch qui doit déclencher l'attaque finale. Scaramian/Moloch est attiré dans le laboratoire. Faisant face à l'alien, Mortimer et Olrik utilisent la formule du cheik Abdul Razek pour mettre à mal le Moloch. Les rayons disparaissant, le vaisseau-mère fait demi-tour tandis que Blake projette un camion d'explosifs sur le Moloch qui est anéanti. Olrik profite de la confusion pour assommer Mortimer et tuer Evangely avant de disparaître.

## Personnages
Le Cri du Moloch met en scène les trois personnages principaux de la série : les deux héros, le capitaine Francis Blake et le professeur Philip Mortimer, et le principal antagoniste, l'aventurier Olrik.
Parmi les personnages secondaires, figurent Élisabeth II, la reine d'Angleterre et Winston Churchill alors premier ministre du Royaume-Uni.

## Historique
Lorsqu'il écrit L'Onde Septimus, paru en 2013, Jean Dufaux pense son récit sous la forme d'une trilogie et une suite est donc envisagée, mais l'éditeur lui demande de contenir l'histoire en un seul tome, ce qui contraint le scénariste à effectuer de nombreuses coupes dans son récit,.
Dufaux a été marqué enfant par Le Mystère de la Grande Pyramide et considère La Marque jaune comme « une œuvre matrice [qui] permet de développer les éléments qu'elle contient et d'en trouver d’autres » sans craindre de « secouer l'œuvre, de la ramener de nos jours ». Tout en essayant de retrouver les influences qu'a pu avoir Jacobs à son époque et d'exploiter la culture anglo-saxonne des années 1950 et notamment « la menace venue de l'espace [qui] n'a guère été fréquentée dans les reprises », il attache ainsi plus d'importance au « méchant » et développe le personnage d'Olrik d'une manière plus moderne,. Pour Dufaux, le personnage d'Olrik a perdu de sa force et de son aura au fil des albums pour devenir « un méchant de carton-pâte [qui] ne faisait plus peur » et il a souhaité lui rendre « tout son mystère et son charisme sulfureux ».
S'agissant du choix du dessinateur, l'éditeur se trouve confronté à une difficulté puisqu'Antoine Aubin, dessinateur de L'Onde Septimus, a été déstabilisé par la méthode de travail de Dufaux — qui apporte sans cesse des modifications à son scénario — et refuse de travailler à nouveau avec lui. Aubin fait savoir qu'il est intéressé pour mettre en images un autre scénario de la série, destiné au dessinateur Christian Cailleaux. L'éditeur décide alors de permuter les deux dessinateurs et confie le dessin du Cri du Moloch à Cailleaux. L'album devant être réalisé en neuf mois, l'éditeur charge Étienne Schréder, un habitué des collaborations sur la série, de réaliser l'album avec Christian Cailleaux. Ainsi Schréder réalise le storyboard et les décors, tandis que Cailleaux se charge des personnages. La mise en couleurs est assurée par Laurence Croix, qui a déjà travaillé sur L'Onde Septimus et les deux tomes de La Malédiction des trente deniers.
Christian Cailleaux travaille pour la première fois la ligne claire, revenant à ses premières amours, « la quête de la ligne juste, la ligne essentielle, aux préoccupations essentielles du dessinateur, loin de toute masturbation intellectuelle ». Avec la coloriste Laurence Croix, il choisit une gamme de couleurs sobre « avec une couleur dominante, gris coloré, gris brun, parsemée de taches de couleurs en contrepoint ».

## Publications
- Édition originale : 54 planches, soit 56 pages, format 237 mm x 310 mm, Éditions Blake et Mortimer, 20 novembre 2020  (ISBN 978-2-87097-292-2)
- Édition spéciale bibliophile : 64 pages, avec jaquette et ex-libris, tirage numéroté limité à 8 000 exemplaires, Éditions Blake et Mortimer Hors Collection, 20 novembre 2020  (ISBN 978-2-87097-295-3)